# تخلخل گاز
تخلخل گاز عبارت است از نسبت حجمی از سنگ یا رسوب که پر شده از گاز می‌باشد.
تشخیص تخلخل واقعی (حجم فضای خالی) در سازندهای پر از گاز همواره یکی از مشکلات صنعت نفت بوده است. اگرچه گاز طبیعی یک هیدروکربن است و شباهت‌هایی به نفت دارد، اما خواص فیزیکی این سیالات بسیار متفاوت است و همین امر، اندازه‌گیری دقیق کل گاز موجود در یک سازند را بسیار دشوار می‌کند. تفسیر لاگ‌گیری چاه برای تعیین مقدار هیدروکربن موجود در فضای حفره‌های یک سازند، بر پایه فرض حضور نفت در آن فضا استوار است. گاز نسبت به نفت بسیار سبک‌تر است و همین باعث می‌شود لاگ‌گیری چگالی (که بر پایه حسگرهای ساطع کننده پرتو گاما عمل می‌کند) سیگنال‌های غیرمنتظره‌ای تولید کند. به‌طور مشابه، اندازه‌گیری‌هایی که بر تشخیص هیدروژن (حسگرهای ساطع کننده نوترون) تکیه دارند، به دلیل غلظت کمتر هیدروژن در گاز نسبت به نفت، ممکن است در ÷تشخیص یا تفسیر صحیح وجود گاز دچار اشتباه شوند.
با ترکیب صحیح دو پاسخ اشتباه به دست آمده از چگالی و ثبت نوترونی، می‌توان به تخلخلی دقیق‌تر از آنچه با تفسیر جداگانه هر اندازه‌گیری امکان‌پذیر است، دست یافت.

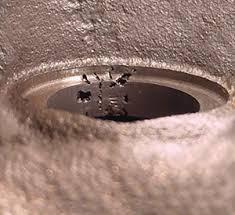
Porosity defect of casting

## تخلخل واقعی گاز مخزن
یکی از روش‌های رایج برای بدست آوردن میزان تخلخل (فضای خالی) در سازندهای سنگی، استفاده همزمان از چاهپایه‌های نوترونی و چگالی است. در شرایط عادی ثبت چاه، نتایج بدست آمده از این ابزارها زمانی که روی نموداری با لیتولوژی (سنگ‌شناسی) و سیال مناسب رسم شوند، با هم مطابقت دارند. با این حال، در صورتی که فضای خالی سنگ به جای آب یا نفت با گاز طبیعی پر شده باشد، قرائت‌های بدست آمده از این دو ابزار از هم جدا شده و پدیده ای به نام «کراس اوور گازی» رخ می‌دهد. در چنین شرایطی، تخلخل واقعی سازند بین مقادیر اندازه‌گیری شده توسط چاهپایه‌های نوترونی و چگالی قرار دارد. تحلیل گران چاهپایه (کارشناسان تفسیر اطلاعات چاه) اغلب در برآورد دقیق تخلخل واقعی سازند از این دو منحنی با مشکل مواجه می‌شوند.
ابزارهای چاه پایه نوترونی و چگالی به دلیل تفاوت در ماهیت فیزیکی اندازه‌گیری، واکنش‌های متفاوتی به وجود گاز در سازند نشان می‌دهند. کارکرد ابزار چاهپایه نوترونی عمدتاً به تعداد اتم‌های هیدروژن در سازند حساس است. در فرایند کالیبراسیون، از سازندهای پر از آب برای توسعه الگوریتم‌های تخلخل استفاده می‌شود و در این شرایط، تعداد کمتر اتم‌های هیدروژن معادل تخلخل کمتر است. در نتیجه، هنگامی که یک سازند پر از گاز ثبت می‌شود که تعداد اتم‌های هیدروژن آن نسبت به یک سازند پر از آب با تخلخل یکسان کمتر است، برآورد تخلخل کمتر از تخلخل واقعی خواهد بود.
از طرف دیگر، ابزار چگالی، کل تعداد الکترون‌های موجود در سازند را اندازه‌گیری می‌کند. مشابه ابزار نوترونی، از سازندهای پر از آب برای فرایند کالیبراسیون آن استفاده می‌شود. در چنین شرایطی، تعداد کمتر الکترون‌ها به معنی چگالی کمتر سازند یا تخلخل بیشتر سازند است؛ بنابراین، ثبت چاه در یک سازند پر از گاز منجر به برآورد تخلخلی می‌شود که بالاتر از تخلخل واقعی است. هم پوشانی منحنی‌های چاهپایه نوترونی و چگالی در یک زون گازی، منجر به جدایش متقاطع کلاسیک (کراس اوور گازی) می‌شود.

## تخلخل گازی در حضور هجوم سیال چاه به مخزن (نفوذ سیال حفاری به مخزن)

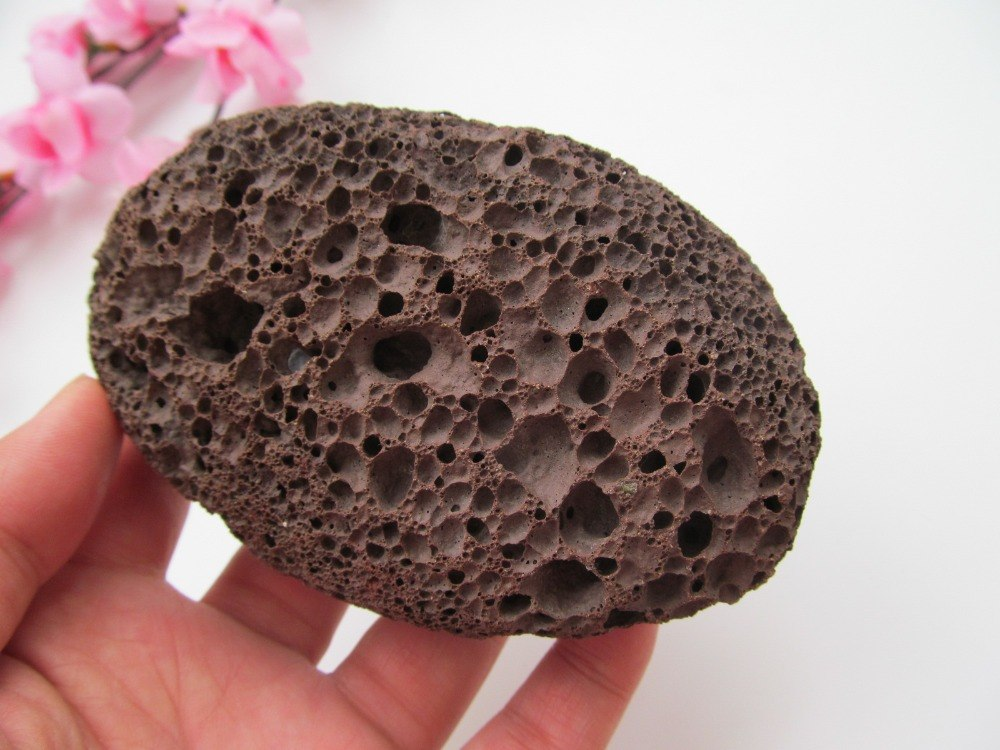
Porosity of stone

فرایند تخمین تخلخل واقعی در ناحیه گاز به استفاده مناسب از دو لاگ تخلخل متکی است. وجود سیال حفاری در فرایند کار پیچیدگی ایجاد می‌کند. سیال حفاری تمایل دارد گاز موجود در سازند را تحت فشار قرار داده و جایگزین آن شود. با ورود سیال حفاری، ابزار نوترونی تعداد بیشتری اتم هیدروژن را حس می‌کند و برآوردی از تخلخل ارائه می‌دهد که نسبت به زمانی که فقط گاز وجود داشت، بالاتر است. در مقابل، برای ابزار چگالی، اثر معکوس رخ می‌دهد. افزایش مقدار آب در نزدیک سازند (نزدیکی محل حفاری)، به عبارت دیگر افزایش تعداد الکترون‌ها، توسط الگوریتم ابزار چگالی به عنوان چگالی بالاتر تفسیر می‌شود که منجر به برآورد تخلخل پایین‌تر می‌گردد. نتیجه این است که جدایی بین دو منحنی با افزایش عمق شعاعی جبهه تهاجم شروع به ناپدید شدن می‌کند. سرعتی که دو لاگ تخلخل به تخلخل واقعی نزدیک می‌شوند به حساسیت شعاعی آنها و عمق بررسی‌های مربوطه آنها بستگی دارد.
با نفوذ بیشتر سیال حفاری به داخل مخزن، اندازه‌گیری‌های تخلخل توسط ابزارهای نوترونی و چگالی به تخلخل واقعی نزدیک‌تر می‌شوند. برای تهاجم کم‌عمق، پاسخ ابزارها میانگین وزنی حفره‌های نزدیک و دور از محل تهاجم را در نظر می‌گیرد. نتیجه این امر کاهش پدیده «کراس‌اور» است. در تهاجم عمیق (نفوذ فراتر از عمق کاوش هر دو ابزار)، نشانه کراس‌اور ناپدید می‌شود و این دو لاگ دیگر قادر به تشخیص وجود گاز نخواهند بود.
یکی از پیچیدگی‌های اصلی در به دست آوردن تخلخل دقیق در حضور نفوذ کم عمق، این واقعیت است که ابزارهای چاهپایه نوترونی و چگالی معمولاً دارای DOI (شعاع عمق نفوذ) متفاوتی هستند. به خوبی شناخته شده است که DOI 50% ابزار تخلخل نوترونی حرارتی بسته به تخلخل و اشباع گاز سازند و 50% DOI ابزار چگالی حدود ۵ تا ۸ سانتی‌متر است.
زمانی که جبهه نفوذ (ناحیه تحت تأثیر سیال حفاری) بیشتر از ۳۰ سانتی‌متر باشد، هر دو ابزار تنها سازندهای پر از آب را می‌بینند و دو برآورد تخلخل با هم مطابقت داشته و تخلخل واقعی را نشان می‌دهند.
هنگامی که جبهه نفوذ کمتر از ۳۰ سانتی‌متر ولی بیشتر از ۱۵ سانتی‌متر باشد، ابزار چگالی فقط سازند نفوذی را می‌بیند در حالی که ابزار نوترونی به هر دو ناحیه نفوذی و غیرنفوذی حساس است. در این شرایط، برآورد تخلخل چگالی مقدار واقعی است، در حالی که برآورد تخلخل نوترونی همچنان پایین است.
در عمق نفوذ کمتر از ۱۵ سانتی‌متر، هر دو ابزار به هر دو ناحیه نفوذی و غیرنفوذی حساس هستند؛ بنابراین، برای محدوده خاصی از عمق نفوذ، تعیین دقیق تخلخل سازند بسیار دشوار می‌شود.
بدون دانستن عمق جبهه نفوذ، تعیین تخلخل در محدوده نفوذ میانی عملاً غیرممکن می‌شود. با این حال، تکنیک‌های ترسیم منحنی متقاطع (کراس پلات) بر ترکیبی از داده‌های نوترونی و چگالی تکیه می‌کنند که می‌توانند با عمق خاصی از جبهه نفوذ هماهنگ شوند. به عنوان مثال، معادله رایج میانگین مربعات ریشه (RMSE) برای مخازن گازی:
φformation = ((φDensity2 +φNeutron2)/2)0.5 (1)
با نبود دانش دقیق از عمق جبهه نفوذ، تعیین تخلخل در محدوده نفوذ میانی عملاً غیرممکن می‌شود. با این حال، تکنیک‌های ترسیم منحنی متقاطع (کراس پلات) بر اساس ترکیبی از داده‌های نوترونی و چگالی عمل می‌کنند که می‌توان آنها را برای عمق خاصی از جبهه نفوذ تنظیم کرد. به عنوان مثال، معادله رایج میانگین مربعات ریشه (RMS) برای مخازن گازی، برآوردهای دقیقی از تخلخل را برای هر نفوذ کم عمق در حدود ۲٫۵ سانتی‌متر ارائه می‌دهد، اما برای نفوذ ۱۰ سانتی‌متری می‌تواند تا ۵ واحد درصد کمتر از مقدار واقعی باشد. میانگین حسابی ساده ای که هنوز توسط بسیاری از تحلیلگران چاهپایه استفاده می‌شود، خطاهای حتی بزرگتری را به همراه دارد.
تکنیک‌های چند متغیره (Multivariate) می‌توانند به‌طور کلی پاسخ‌های چگالی و نوترون را برای هر قطر نفوذ به درستی مدل کنند. با این حال، از آنجایی که این قطر به ندرت شناخته شده است، روال رایج این است که فرض کنیم هیچ نفوذی وجود ندارد. در چنین مواردی، تخلخل و حجم گاز تنها برای نفوذ بسیار کم عمق یا بدون نفوذ به درستی قابل حصول هستند.
تلاش‌های اخیر برای به دست آوردن برآوردهای بهتر تخلخل در چنین شرایطی گزارش شده است. این تلاش‌ها نشان می‌دهد که استفاده از ابزار تخلخل نوترونی که دارای DOI مشابه ابزار چگالی باشد، می‌تواند ارزیابی تخلخل در مخازن گازی را ساده کند. با این حال، همان‌طور که قبلاً ذکر شد، در یک ناحیه پر از گاز با نفوذ جزئی، خطای بزرگی در تعیین تخلخل واقعی با استفاده از اندازه‌گیری چگالی یا نوترونی وجود دارد؛ بنابراین، برای تعیین تخلخل واقعی در عمق نفوذ ناشناخته سازند با استفاده از تخلخل‌های چگالی و نوترونی اندازه‌گیری شده در یک زون گازی یا زون با اشباع نسبی گاز، به روشی نیاز است.
بهترین برآورد برای تخلخل مخزن گازی، به خصوص در حضور نفوذ، با ترکیب خطی از اندازه‌گیری‌های چگالی و نوترونی و با استفاده از یک ضریب تصحیح گاز (A) به دست می‌آید.
φformation =A*φdensity +(1-A)*φneutron/A (2)
این روش، برآوردی بسیار دقیق‌تر از تخلخل واقعی سازند را در حضور گاز، به خصوص در سازندهایی که تحت تأثیر سیال حفاری از چاه قرار نگرفته‌اند، ارائه می‌دهد.